# 泰國劇集作品列表 (2024年)
此列表列出2024年在泰国各大电视台及网络平台播出的剧集作品。

### 2024年
| 首播日期      | 頻道                            | 播出形式       | 集數 | 劇名                                                                                 | 主演 | 官網   | 中字情況                                                    |
| ------------- | ------------------------------- | -------------- | ---- | ------------------------------------------------------------------------------------ | --- | ------ | ----------------------------------------------------------- |
| 1月4日22:45   | One 31                          | 週四播出       |      | 《繞先生的日常2024》 （）                                                            | 查克利·彥納姆（Krit）、萍瑪妲·巴琳娜素帕龔（Pim）、Jeab Chern-Yim、Kitti Cheawwongkul（Kleur） | [ 1 ]  |                                                             |
| 1月5日20:30   | Thai PBS                        | 週五至週日播出 | 16   | 《終生為醫／一生為醫》 （）                                                          | 托尼·拉根（Toni）、藍藍琳·德加莎·維（Cheribelle） | [ 2 ]  |                                                             |
| 1月6日18:00   | Workpoint TV                    | 週六週日播出   | 22   | 《金髮女奴》 （）                                                                    | 潘荻拉·皮皮緹亞功（Minnie）、抔米提·米彎投瓦蘭（Oab） | [ 3 ]  |                                                             |
| 1月6日19:00   | One 31                          | 週六播出       |      | 《腐父無犬女2024》 （）                                                              | 阿那德鵬·思裡醇慕桑（R）、 協塔朋·平朋（Tao）、 朱塔吾·帕塔拉剛普（March）、 娜塔雅·通森（Plengkwan）、 蘇卡達·顧瓏希（Punpun） | [ 4 ]  |                                                             |
| 1月7日22:15   | One 31                          | 週日播出       | 4    | 《Club Friday The Series 16：愛與迷信》 （）                                         | 阿卡納吾·曼格拉蘇（Pangpond）、萍帕薇·克拉冰（Toon） | [ 5 ]  | 泰圈                                                        |
| 1月8日18:00   | Thai Ch8                        | 週一至週四播出 | 38   | 《木偶邪灵／惡魔附魂／欲望恶灵》 （）                                                | 提迪瓦·立帕拉賽（Ohm）、藍藍琳·德加莎·維（Cheribelle）、查莉塔·蘇安珊（Namtan） | [ 6 ]  |                                                             |
| 1月8日19:00   | One 31                          | 週一至週五播出 | 37   | 《戲歌情仇／情陷梨伽》 （）                                                          | 協塔朋·平朋（Tao）、芃瑟蓉·柔伊露恩（Xiang） | [ 7 ]  |                                                             |
| 1月9日22:45   | Ch3Thailand                     | 週二播出       | 10   | 《逆時拯救／逆轉時光拯救你》 （）                                                    | 吉拉梅特·朱（Jimmy）、庫納堤普·特拉坎昌（Camp） |        | GagaOOLala                                                  |
| 1月10日19:00  | WeTV                            | 週三播出       | 10   | 《我心中的实习生／我的内心／实习在我心／我的甜酷女上司》 （）                        | 彭提瓦特·唐万查洛（Blue）、克麗絲·霍旺（Cris） |        | WeTV                                                        |
| 1月12日20:00  | TrueID                          | 週五週六播出   | 16   | 《泰版Start-Up／泰版啟動了／泰版啟動》 （）                                          | 普姆帕特·伊安查芒（Up／柯智輝）、葵咪莎拉·普碟（Belle）、薩博爾·阿薩瓦蒙空（Great）、雅拉查芃·普金帕可（Goy） |        | FST字幕組                                                   |
| 1月22日18:00  | Mono 29                         | 週一週二播出   | 17   | 《玩火稻草／險欲愛》 （）                                                            | 瓦立特·斯里桑塔納（Mai）、皮查娜·尤蘇克（Mook）、查洽雅·薩姆倫拉（Neen） | [ 8 ]  | 生椰字幕組                                                  |
| 1月22日19:00  | Ch3Thailand                     | 週一至週五播出 | 24   | 《情滿愛河》 （）                                                                    | 瓦奇勒維·派桑坤翁（August）、坦雅帕·帕塔拉媞拉猜差容（Namfah） | [ 9 ]  |                                                             |
| 1月22日20:30  | Ch3Thailand                     | 週一週二播出   | 18   | 《無敵獵手／無敵神手》 （）                                                          | 瓦凌通·帕哈甘（Great）、彭沙功·麥塔立卡儂（Toey）、芘扎塔娜·翁沙納塔納辛（Namtarn） | [ 10 ] | FST字幕組                                                   |
| 1月22日20:30  | One 31                          | 週一週二播出   | 16   | 《金色宮殿／金色天堂》 （）                                                          | 塔那帕特·卡維拉（Film）、迪爾娜·弗利波（Diana）、莎婉雅·派莎恩帕雅（Nana）、萍吉拉·斯莉雯查潘（Jeab） | [ 11 ] | FST字幕組、石墨墨srr、泰愛妮的安利了、RakThai字幕組         |
| 1月24日20:30  | Ch3Thailand                     | 週三週四播出   | 19   | 《奴隸屋》 （）                                                                      | 希拉潘·瓦塔娜金達（Noon）、素帕芃·翁圖伊彤（Boom）、賈里亞·安豐（Nok）、塔納朋·扎盧吉塔儂（Tee）、格蘭妮·拉素冰帕索爾（Aheye） | [ 12 ] | 你快樂不如我快樂 EASE                                       |
| 1月23日19:00  | Ch7HD                           | 週一至週五播出 | 34   | 《最終盜劫》 （）                                                                    | 查納鵬·薩達亞（Aof）、凱瑟琳·諾伊普恩（Pupe） | [ 13 ] |                                                             |
| 1月25日20:40  | Ch7HD                           | 週一至週四播出 | 34   | 《沙之印痕／沙之痕》 （）                                                            | 帕塔拉德·薩恩固安卡瓦迪（Mike）、瓦麗緹莎·琳塔瑪黑頌（Thisa）、瑪麗亞·赫施勒（Sky） | [ 14 ] | RakThai字幕組                                               |
| 1月26日22:45  | Ch3Thailand                     | 週五播出       | 12   | 《愛情樂章2024／鄉村的神奇愛情2024》 （）                                            | 蘇帕西·宗澈瓦（Mew）、夏洛特·奧斯汀（Cha） |        |                                                             |
| 2月2日22:15   | One 31                          | 週五播出       | 12   | 《星之城／星程之戀》 （）                                                            | 克里·阿漢德利克（Job）、西塔·甘查納阿隆功（Porsche） |        |                                                             |
| 2月4日22:15   | One 31                          | 週日播出       | 4    | 《Club Friday The Series 16：一夜足矣》 （）                                         | 拉科瓦妮·康信（Best）、奧尼特·利拉韋查布特（Ping）、帕塔拉蓬·萬路西里（Pop）、阿薩里·瓦塔納亞庫（Lee） | [ 5 ]  |                                                             |
| 2月9日        | MONOMAX                         | 週五播出       | 18   | 《猛虎有義》 （）                                                                    | 索姆查·肯格拉（Tao）、查克利·彥納姆（Krit）、薩納博迪·寨仁（Peem）、蘇皮查·桑卡欽達（Sydney） |        |                                                             |
| 2月10日20:30  | Thai PBS                        | 週五至週日播出 | 12   | 《末班旅遊電車／末班車》 （）                                                        | 王敏成（Kaownah）、尼魯德·斯里詹亞（Nhing）、能提妲·索彭（Noona）、朋拉維·凱普拉帕功（Pond） | [ 15 ] |                                                             |
| 2月14日22:45  | Ch3Thailand                     | 週三播出       | 12   | 《關於我和吸血鬼相愛那件事／千歲血君》 （）                                          | 納查彭·奇瓦班亞若（Shane）、吉薩帕通·納帕維瓦塔納坤（Opal） |        | GagaOOLala                                                  |
| 2月15日00:00  | Netflix                         | 週四播出       | 6    | 《脱单大作战》 （）                                                                  | 彭提瓦特·唐万查洛（Blue）、葵咪莎拉·普碟（Belle）、妮查帕拉克·彤坎姆（Lilly） |        | Netflix                                                     |
| 2月15日20:00  | Viu                             | 週四至週日播出 |      | 《郊遊》 （）                                                                        | 齊納吾·英塔拉庫辛（Chin）、漢莎·君維瓦塔納翁（Newclear）、查農·桑提納同庫（Nonkul）、喬納森·霍爾曼（Jack）、納塔朋·迪洛那瓦立（Max）、苷蒂碴·楚瑪（Ticha）、緹蒂查雅·丘皮查（Olive）、飘瓦琳·可西里薇拉浓（Pure）、芭帕功·柴拉克（Sairung）、派泰·普洛伊米卡（Phe）、 |        | Viu                                                         |
| 2月17日22:40  | Ch3Thailand                     | 週六播出       | 10   | 《做我的最愛／暗戀》 （）                                                            | 瓦拉丹·肯蒙達（Kimmon）、塔納瓦特·蘇克弗恩仸（Kut） |        | 天府泰劇                                                    |
| 2月19日20:30  | GMM25                           | 週一週二播出   | 14   | 《Beauty Newbie／泰版我的ID是江南美人／人心无假》 （）                               | 平采娜·樂維瑟派布恩（Baifern）、梅塔文·歐帕西安卡瓊（Win／林漢洲）、薩博爾·阿薩瓦蒙空（Great）、娜米妲·吉勒娜拉帕（Jane／葉芷妤） | [ 17 ] | BTS字幕組                                                   |
| 2月19日22:45  | Ch3Thailand                     | 週一播出       | 8    | 《未完待續》 （）                                                                    | 彭薩帕特·坎卡姆（Fluke）、卡傑布泓迪緹特·賈迪（Junior） | [ 18 ] | FST字幕組、喜翻譯製組、天府泰劇                             |
| 2月23日19:00  | Ch3Thailand                     | 週一至週五播出 | 30   | 《愛的祈求／逃跑花嫁》 （）                                                          | 登坤·恩加内特（Kuan）、塔克利·達萬鵬（Phet）、阿曼達·查理莎·奧布丹（Da） | [ 19 ] | FST字幕組                                                   |
| 2月22日20:30  | One 31                          | 週三週四播出   | 20   | 《男才女貌／梨伽伉儷》 （）                                                          | 吉查功·甘諾通（Tongtong）、娜查芃·歐薩瓦（Paifah） | [ 20 ] |                                                             |
| 2月28日19:00  | One 31                          | 週一至週五播出 | 35   | 《普蘭卡／朗卡森林》 （）                                                            | 佩特·博拉寧（Petch）、妮查·琵雅瓦塔納農（Phingphing） | [ 21 ] |                                                             |
| 3月1日21:15   | One 31                          | 週五播出       | 5    | 《Club Friday The Series 16：交友APP的秘密》 （）                                    | 蘇卡達·顧瓏希（PunPun）、傑克林·坤萬齊提柴（Jackie） | [ 5 ]  |                                                             |
| 3月2日        | 9STARSTUDIOS                    | 週六播出       | 6    | 《愛填滿空白／愛情空白格》 （）                                                      | 琵拉雅·瑪麗索恩（Faye）、阿帕薩拉·勒帕塞（Yoko） |        | 彎彎泰語組、天府泰劇                                        |
| 3月7日23:00   | GMM25                           | 週四播出       | 8    | 《深夜俱樂部》 （）                                                                  | 帕拉米·他達倫（Shogun）、皮揚庫爾·薩歐亨（First） | [ 22 ] | 頂風譯製組                                                  |
| 3月8日20:30   | Ch3Thailand                     | 週五至週日播出 | 15   | 《名門紳士2淑女之心之皎皎明月／明月皎皎》 （）                                       | 卡納吾·翟彼帕塔納朋（Gulf）、耶娜·薩拉斯（Gina） | [ 23 ] | FST字幕組、FirstCS一哥家                                    |
| 3月8日20:30   | GMM25                           | 週五播出       | 12   | 《世界傾斜23.5度／地球傾斜23.5度／向陽而愛》 （）                                    | 帕恩莎·沃斯拜茵（Milk）、帕蘭妮·琳帕緹雅空（Love） | [ 24 ] | 彎彎泰語組、FST字幕組、天府泰劇、喜翻譯製組、億萬同人字幕組 |
| 3月10日13:00  | Ch7HD                           | 週日播出       |      | 《神秘第7區》 （）                                                                   | |        |                                                             |
| 3月11日19:00  | Ch7HD                           | 週一至週五播出 | 30   | 《兩相情傲／家門雙嬌》 （）                                                          | 朱迪·璋棱蓋巴蒂（Mek）、珀恩彩達·瓦拉帕查那（Mameaw） | [ 25 ] |                                                             |
| 3月13日18:00  | Thai Ch8                        | 週一至週四播出 | 31   | 《醃魚罈繼承人／繼承人》 （）                                                        | 阿卡拉帕·邦納格（Aun）、薩蘭查·米猜（Pang） |        |                                                             |
| 3月13日20:00  | Viu                             | 週三播出       | 6    | 《親朋密友3 - 燒酒炸彈！／密友3》 （）                                               | 瓊薩瓦·蒂瓦尼坤（Best） |        | Viu                                                         |
| 3月15日20:00  | trueID                          | 週五週六播出   |      | 《泰版急診男女》 （）                                                                | 肖恩·金達科特（Sean）、娜琳迪帕·莎功翁昂派（Bua）、Patteera Sarutipongpokin（Orn）、帕查娜·塔布彤（Kapook）、努弗恩·布艾（On） |        | FST字幕組                                                   |
| 3月16日22:50  | One 31                          | 週六播出       |      | 《美麗陷阱》 （）                                                                    | 婉碧雅·奧辛諾帕庫（Gwang）、苷蒂碴·楚瑪（Ticha） |        |                                                             |
| 3月17日20:00  | Viu                             | 週日播出       |      | 《奇蹟在東京》 （）                                                                  | 伊克卡珀普·他塔（P）、吉拉喬特·喬蒂坎蓬（Pan）、南塔功·斯林根塔普（BeBoy）、查特林·喬蒂坎蓬（Plai） |        | Viu                                                         |
| 3月18日20:30  | One 31                          | 週一週二播出   |      | 《婚姻战争／婚姻之戰／婚姻戰／棄愛案件》 （）                                        | 他莎翁·巴迪素乍倫（Aff）、珀拉潘·斯克里卡德查（Tre）、查克利·彥納姆（Krit）、拉帕莎蘭·吉拉威宋謄功（Mild） | [ 26 ] | FST字幕組                                                   |
| 3月19日19:00  | Wayufilm Production             | 週四播出       | 2    | 《明亮星星／明日之星》 （）                                                          | 清達奈·本魯昂（Kong）、約薩空·康南（Night） |        |                                                             |
| 3月21日20:00  | 愛奇藝                          | 週四播出       |      | 《兩個世界》 （）                                                                    | 科恩薩斯·魯傑耶拉塔納福拉潘（Max）、納塔西特·尤阿瑞克西（Nat）、塔巴納瓦·高根魯（Gun） |        | 喜翻譯製組                                                  |
| 3月21日20:30  | GMM25                           | 週四播出       |      | 《My Precious初戀：影集版／那些年，我們一起追的女孩：影集版》 （）                   | 格拉帕·格潘（Nanon／黃樂榮）、拉查楠·瑪哈菀（Film）、帕瓦·吉沙晚迪（Ohm／陳炳林）、瓦奇拉維·讓維瓦（Chimon）、柴·尼姆塔瓦特（Neo）、坦那瑟·蘇瑞亞蓬柴固（Euro）、彬雅帕·珍帕誦（View） | [ 27 ] |                                                             |
| 3月23日20:05  | Workpoint TV                    | 週六週日播出   |      | 《Stage王座》 （）                                                                   | 蘇緹宛·塔維辛（Bitoey）、寶瓦麗·彭琵蒙（Pao） |        |                                                             |
| 3月25日20:30  | Ch3Thailand                     | 週一週二播出   |      | 《直到我們彼此相愛／直到我們相愛／爱的宿命2024》 （）                                | 普林·蘇帕拉（Mark）、烏拉薩雅·斯帕邦德（Yaya） | [ 28 ] | 泰愛妮的安利了、FST字幕組                                   |
| 3月26日20:40  | Ch7HD                           | 週一至週四播出 |      | 《詭計多端的圈套／圈愛詭計／攻心計謀》 （）                                          | 塔萬·素里亞傑（Than）、芭帕瓦迪·錢薩莫恩（Pinkploy） | [ 29 ] |                                                             |
| 3月27日00:00  | Netflix                         | 週三播出       | 9    | 《绝庙骗局／信徒》 （）                                                              | 提拉东·苏帕庞皮尤（James）、帕查拉·奇拉堤瓦特（Peach）、阿绮拉雅·妮缇布恩（Ally） | [ 30 ] | Netflix                                                     |
| 3月28日20:30  | Ch3Thailand                     | 週三週四播出   |      | 《玩火之風／逐火之風》 （）                                                          | 肯帕莎·斯莉蘇卡化（Cherry）、提拉達·邁特瓦拉育（Alek）、阿曼達·查理莎·奧布丹（Da） | [ 31 ] | FST字幕組                                                   |
| 3月30日08:00  | Ch7HD                           | 週六播出       |      | 《王朝》 （）                                                                        | 孔查可恩·宋善藤（Gookgiik） |        |                                                             |
| 3月31日21:30  | GMM25                           | 週日播出       |      | 《唯一寶貝／愛的只有你》 （）                                                        | 蘇維查‧皮亞諾帕洛（Keen）、德查·塔希普（Sea） | [ 32 ] | 喜翻譯製組                                                  |
| 4月3日20:30   | GMM25                           | 週三播出       |      | 《相愛的我們／我們彼此相愛》 （）                                                    | 納爾瓦夫·勒特拉特桑（Pond）、普文諾·唐薩宇恩（Phuwin／陳普明）、塔納溫·坡查倫拉特（Winny）、吉迪朋·瑟利維查亞薩瓦（Satang）、塔納本·吉塔瀾（Aou）、坦塔爾·簡坦霍拉侃（Boom）、納塔里特·沃拉孔勒特西特（Marc）、帕文·庫卡拉尼亞維奇（Win） | [ 33 ] | 喜翻譯製組、天府泰劇、頂風譯製組                            |
| 4月5日21:15   | One 31                          | 週五播出       |      | 《Club Friday The Series 16：抑鬱還是自私》 （）                                     | 朱塔吾·帕塔拉剛普（March）、琵姆普萊帕·唐普萊帕彭（Pim） | [ 5 ]  |                                                             |
| 4月6日22:00   | MCOT HD                         | 週六播出       |      | 《鏡面奇情／書信中的回憶》 （）                                                      | 納帕威·特瓦潘庫（Parky）、皮差育·查查萬頌巴（Beck）、阿堤魯·吉蒂帕塔納（Can） |        | 天府泰劇                                                    |
| 4月8日20:30   | GMM25                           | 週一週二播出   |      | 《Ploy’s Yearbook／人生紀念冊》 （）                                                 | 提娜麗·維拉瓦諾丹（Namtan）、蘇卡達·顧瓏希（Punpun）、莎楠查娜·阿芘莎麥蒙空（Aye）、拉查楠·瑪哈菀（Film）、朱塔芘·英詹（Jamie）、皮拉帕·瓦塔納汕西瑞（Earth）、吉塔拉番·坡提維赫（Jimmy）、帕同朋·任翟迪（Toy）、阿臣·艾丁（Joong）、塔納查·威吉翁通（Mond） | [ 34 ] | 頂風譯製組                                                  |
| 4月12日20:30  | Ch3Thailand                     | 週五至週日播出 |      | 《名門紳士2淑女之心之甄心情魂／心禧相醫》 （）                                       | 麥克·巴尼坦（Mike）、娜琳雅·君夢坤沛（Yada） | [ 35 ] | FirstCS一哥家、FST字幕組                                    |
| 4月12日       | MONOMAX                         | 週五播出       |      | 《泰版Remember－兒子的戰爭／蒙冤之戰》 （）                                          | 娜琳迪帕·莎功昂格派（Bua）、查農·桑提納同庫（Non） |        | 生椰字幕組                                                  |
| 4月15日22:45  | Ch3Thailand                     | 週一播出       |      | 《娜迦沙龙》 （）                                                                    | 余晶晶（Jingjing）、瓦納拉特·拉薩梅拉特（War） |        |                                                             |
| 4月22日19:00  | One 31                          | 週一至週五播出 |      | 《猶如大地》 （）                                                                    | 派·蓬沙吞（Phai）、翁莎功·波拉瑪塔功（New）、奧拉泰（Tai） | [ 36 ] |                                                             |
| 4月22日19:00  | Ch7HD                           | 週一至週五播出 |      | 《森林之心／叢林之心》 （）                                                          | 帕妮查達·姍蘇萬（Jammie）、查克里特·布恩辛（Oat） | [ 37 ] |                                                             |
| 4月26日20:00  | 愛奇藝                          | 週五播出       |      | 《職業替身》 （）                                                                    | 普立潘·薩森薩瓦（Poom）、普姆帕特·伊安查芒（Up） |        | 愛奇藝、頂風譯製組                                          |
| 4月26日20:30  | Thai PBS                        | 週五至週日播出 |      | 《甜蜜感覺2》 （）                                                                   | 蘇提拉·素維傑拉（Gee）、帕查彤·塔娜瓦（Ployphach）、朗西·散金通（Sun）、納塔瓦·考布瓦賽（Cake） | [ 38 ] |                                                             |
| 5月3日21:15   | One 31                          | 週五播出       |      | 《Club Friday The Series 16：年輕的愛情》 （）                                       | 吉拉查雅·基塔沃恩薩庫（Belle）、塔納空·得查維昌（Aton）、塔納瓦·哈查里拉哈（Tiger） | [ 5 ]  |                                                             |
| 5月4日20:30   | GMM25                           | 週六播出       |      | 《佳期如許／日抵萬擊／佳期如夢》 （）                                                | 薩林·朗那基特（Inn）、薩博爾·阿薩瓦蒙空（Great） | [ 39 ] | 喜翻譯製組、天府泰劇、頂風譯製組                            |
| 5月8日20:30   | One 31（剪辑版） oneD（完整版） | 週三週四播出   |      | 《曼谷名妓／曼谷卡尼卡／曼谷花魁／曼谷花開》 （）                                    | 瑛珐·瓦拉哈（Fa）、雅拉查芃·普金帕可（Goy）、夏莱特·瓦西塔·赫尔梅瑙（Charlette） | [ 40 ] | FST字幕組、億萬同人字幕組                                   |
| 5月8日22:45   | Ch3Thailand                     | 週三播出       |      | 《夢中情緣／夢中的她》 （）                                                          | 甘雅帕·納·那空（Fay）、雅達·瓦查拉沐希（May） |        | 彎彎泰語組、億萬同人字幕組                                  |
| 5月9日18:00   | Thai Ch8                        | 週一至週四播出 |      | 《教父／道夫》 （）                                                                  | 扎隆·索納特（Top）、桑提蘇克·普羅姆斯利（Noom）、娜塔帕特·彭帕班（May） |        |                                                             |
| 5月12日20:30  | Ch3Thailand                     | 週五至週日播出 |      | 《名門紳士2淑女之心之純白之戀／芳心謎情》 （）                                       | 泰特·亨利·邁倫（Tate）、伊莎亞·賀蘇汪（Oom） | [ 41 ] | FST字幕組、FirstCS一哥家                                    |
| 5月17日20:00  | trueID                          | 週五週六播出   |      | 《泰版武法律師》 （）                                                                | 塔納·羅坤宋巴（Lee）、提娜麗·維拉瓦諾丹（Namtan） |        |                                                             |
| 5月17日22:20  | One 31                          | 週五播出       |      | 《愛的魔力》 （）                                                                    | 佩特·博拉寧（Petch）、阿妮芃·查倫普拉納翁（Nat） | [ 42 ] |                                                             |
| 5月19日22:15  | Workpoint TV                    | 週日播出       |      | 《喔我天，吸血鬼／紅酒吸血鬼》 （）                                                  | 塔納沙蘭·桑通萊（Frank）、李龍世 |        |                                                             |
| 5月19日       | 9STARSTUDIOS                    | 週六播出       |      | 《愛填滿空白2》 （）                                                                 | 琵拉雅·瑪麗索恩（Faye）、阿帕薩拉·勒帕塞（Yoko） |        | 億萬同人字幕組                                              |
| 5月23日20:40  | Ch7HD                           | 週三週四播出   |      | 《無畏挑戰／勇於挑戰／勇者不懼》 （）                                                | 友薩瓦·塔瓦丕（Euro）、查伊薩拉·瓦塔納楠穎（Jenny） | [ 43 ] |                                                             |
| 5月24日20:30  | Thai PBS                        | 週五至週日播出 |      | 《8個平凡的超人》 （）                                                               | 賈圖隆·摩喬克（Rong）、娜塔南·阿卡拉基瓦塔納袞（Zorzo）、李緹娜（Tina）、帕緹拉·蘭欒（Sprite）、拉塔娜瓦迪·翁通（Mim）、馬希頓·皮本松藍（PJ）、詹尼斯·奧普拉塞特（Jennis）、昆卡妮·坤空（Jim） |        |                                                             |
| 5月24日       | MONOMAX                         | 週五播出       | 9    | 《追夢的瘋狂青春》 （）                                                              | 莎蘭拉帕·康帕（Stars）、南提帕·克拉塔（Oak） |        |                                                             |
| 5月27日20:40  | Ch7HD                           | 週一週二播出   |      | 《愛和罪孽的痕跡2024／愛跡孽痕》 （）                                                | 帕西塔·阿帝安南塔薩（Grace）、克里格彭·馬薩亞瓦尼奇（Fluke）、萍吉拉·斯莉雯查潘（Jeab） |        | 生椰字幕組                                                  |
| 5月30日20:00  | 愛奇藝                          | 週四播出       |      | 《深夜俱樂部之唯有我們／唯愛吾卿》 （）                                              | 塔尼婭瑞絲·英特拉古（Tanya）、帕妮塔·薩馬瓦塔納（Ning） |        | 億萬同人字幕組                                              |
| 5月30日20:00  | WeTV                            | 週四播出       | 12   | 《敲敲男孩》 （）                                                                    | 維塔文·維拉維達亞南特（Best）、維查伊·薩伊芬（Seng）、基拉帕特·索德珈牧（Jaonine）、秦納瓦·帕塔拉塔那措（Nokia） |        |                                                             |
| 5月30日20:30  | Ch3Thailand                     | 週三週四播出   |      | 《職場攻心計／办公室游戏》 （）                                                      | 查莉達·薇吉翁彤（Mint）、查農·桑提納同庫（Non） | [ 44 ] |                                                             |
| 6月3日20:30   | Ch3Thailand                     | 週一週二播出   |      | 《下雨時分／雨泣惜情》 （）                                                          | 馬力歐·莫瑞爾（Oh）、娜塔玻·提米露克（Taew） | [ 45 ] | 泰愛妮的安利了、FST字幕組                                   |
| 6月3日20:30   | GMM25                           | 週一週二播出   |      | 《泰版致我們單純的小美好》 （）                                                      | 吉拉瓦·蘇提瓦尼沙克（Dew）、查妮甘·唐卡伯缇（Prim）、柴·尼姆塔瓦特（Neo） | [ 46 ] | 騰訊視頻、頂風譯製組                                        |
| 6月3日20:30   | Mono 29                         | 週一週二播出   |      | 《名媛圈／外殼》 （）                                                                | 卡曼妮·耶美肯（Pancake）、琵雅緹達·米提拉榮（Pock）、烏薩瑪妮·維泰雅濃（Kwan）、希琳·帕莉迪雅濃（Chippy）、瑪娜莎楠‧潘叻翁固（Donut） |        |                                                             |
| 6月4日19:00   | Ch7HD                           | 週一至週五播出 |      | 《緣繫手鐲／因鐲遇愛》 （）                                                          | 吉爾迪彭·邦勒柴立（Poom）、珂瑞塔·桑薩歐帕（Chingching） | [ 47 ] | 泰圈                                                        |
| 6月7日20:30   | GMM25                           | 週五播出       |      | 《泰版消失的初戀／泰版被擦掉的初戀》 （）                                            | 納塔瓦特·吉羅提昆（Fourth）、諾拉維特·提迪查倫拉（Gemini） | [ 48 ] | 喜翻譯製組、天府泰劇、頂風譯製組                            |
| 6月7日21:15   | One 31                          | 週五播出       |      | 《Club Friday The Series 16：荊棘之戀／罷愛情深》 （）                               | 夏洛特·奧斯汀（Charlotte）、英法·瓦拉哈（Fa） | [ 5 ]  | 彎彎泰語組、億萬同人字幕組                                  |
| 6月9日23:30   | GMM25                           | 週日播出       |      | 《海洋之戀》 （）                                                                    | 提提蓬·辛納格（Fort）、瓦蘇通·柴金達（Peat） | [ 49 ] | 天府泰劇、頂風譯製組                                        |
| 6月12日20:30  | One 31（剪辑版） oneD（完整版） | 週三週四播出   |      | 《愛情課程010／愛情課程／真愛試驗》 （）                                             | 諾拉帕特·維拉潘（Bright）、肯娜苒·翁卡鍾凱（Prang） | [ 50 ] | FST字幕組                                                   |
| 6月13日14:00  | Netflix                         | 週四播出       |      | 《高潮医生》 （）                                                                    | 辰塔维·塔纳西维（Ter）、雅拉查芃·普金帕可（Goy）、澈玛薇·苏婉帕努楚克（Praew）、奔弘·奔提维此弓（Ton） |        | Netflix                                                     |
| 6月15日20:05  | Workpoint TV                    | 週六週日播出   |      | 《縛靈之家／靈魂之家／第六感》 （）                                                  | 蘇提拉·素維傑拉（Gee）、素瓦芘·蓋朋瓦拉吉（Baitoei）、徐智妍、納塔瓦·伊姆川（Bonus） | [ 51 ] | 泰圈                                                        |
| 6月15日23:00  | One 31                          | 週六播出       |      | 《暮海情深／日落的氛围／日落共鸣》 （）                                              | 帕努瓦特·索普拉迪（Mos）、蒙拓普·赫姆坦（Bank） |        | 天府泰劇、頂風譯製組                                        |
| 6月19日19:00  | One 31                          | 週一至週五播出 |      | 《女工天使／天使工程師》 （）                                                        | 帕同朋·任翟迪（Toy）、拉科瓦妮·康信（Best） | [ 52 ] |                                                             |
| 6月22日20:30  | Ch3Thailand                     | 週五至週日播出 |      | 《名門紳士2淑女之心之圈愛仙計／緣劫佳人》 （）                                       | 鞏塔普·尤他畢查（Peak）、蘭可拉薇·昂庫瓦拉沃特（Mint） | [ 53 ] | FST字幕組、FirstCS一哥家                                    |
| 6月24日22:45  | Ch3Thailand                     | 週一播出       |      | 《我們的秘密／藏愛之心》 （）                                                        | 西莉拉可·鄺（Lingling）、可恩娜帕·瑟塔拉塔那彭（Orm） | [ 54 ] | 彎彎泰語組、億萬同人字幕組、FST字幕組、億萬同人字幕組       |
| 6月26日20:00  | Viu                             | 週三至週四播出 |      | 《籃情球愛／球愛神助攻》 （）                                                        | 尼措空·卡瓊伯利叻（Meen）、克里塔農·安查納南（Ping） |        | 宅基地字幕組、頂風譯製組                                    |
| 6月28日10:00  | MONOMAX                         | 週五播出       |      | 《命中註定／生來注定》 （）                                                          | 查亞鵬·普帕特（New）、波麗雀亞·彭檀娜妮可（Ice） |        |                                                             |
| 6月29日20:30  | Thai PBS                        | 週五至週日播出 |      | 《丹心妙手》 （）                                                                    | 霓莎瓊·修泰松（Nest）、瓦拉丹·肯蒙達（Kimmon）、拉塔娜瓦迪·翁通（Mim）、阿奴沏·薩潘彭（Oh） |        |                                                             |
| 6月30日20:30  | GMM25                           | 週日播出       |      | 《實習生愛情／愛而實習之》 （）                                                      | 鐘朋·阿盧迪吉朋（Off）、阿塔潘·葐沙瓦（Gun） | [ 55 ] | 喜翻譯製組、天府泰劇、頂風譯製組                            |
| 7月5日21:15   | One 31                          | 週五播出       |      | 《Club Friday The Series 16: 至死不渝的愛》 （）                                     | 潘塔查·坎卡姆（Garfield）、娜露潘格慕·柴辛（Praew） | [ 5 ]  | 泰圈                                                        |
| 7月5日22:15   | One 31                          | 週五播出       |      | 《爱情罗勒香》 （）                                                                  | 赫馬維奇·卡皖納姆派潘（Sailub）、塔納朋·艾恩坤柴（Pon）、阿塔寧·塔寧帕努維瓦（Benz）、潘塔查·坎卡姆（潘塗瑞／Garfield） | [ 56 ] | 天府泰劇                                                    |
| 7月6日21:30   | Thairath TV                     | 週六週日播出   |      | 《贖罪日之夜》 （）                                                                  | |        |                                                             |
| 7月10日20:30  | One 31                          | 週三週四播出   |      | 《世紀之愛》 （）                                                                    | 皮塔亞·瑟丘亞（Daou）、坎塔蓬·晉達塔維彭（Offroad） | [ 57 ] | 天府泰劇                                                    |
| 7月15日18:00  | ThaiCh8                         | 週一至週四播出 | 43   | 《月亮咒語／弦月魔咒》 （）                                                          | 翁莎功·波拉瑪塔功（New）、希琳·帕莉迪雅濃（Chippy）、蓋瓦琳·斯里旺娜（Jean） |        | 生椰字幕組                                                  |
| 7月18日14:00  | Netflix                         | 週四播出       |      | 《無主之屋／直系繼承人》 （）                                                        | 娜琳雅·君夢坤沛（Yada）、提拉蓬·遼拉翁（Bie）、恰約隆·西嵐亞堤迪（Chai）、茹沙班·布楠甘（Nus）、他那瓦·西里瓦塔納庫（Gap）、克勞迪婭·查可拉班杜·那·阿育塔亞（Claudia）、他莎萬·社尼翁（Yo） |        | Netflix                                                     |
| 7月18日19:00  | Ch7HD                           | 週一至週五播出 |      | 《手杖男人2024》 （）                                                                | 布蘭拉特·洪布特（Tan）、薩西娜·帕農托拉尼袞（Smile）、瓦查拉布恩·黎蘇皖（Note） | [ 58 ] |                                                             |
| 7月19日20:30  | trueID                          | 週五週六播出   |      | 《泰版認識的妻子》 （）                                                              | 安嘉莎·蒙坤莎麥（Bifern）、查亞鵬·普帕特（New） |        |                                                             |
| 7月22日20:30  | Ch3Thailand                     | 週一週二播出   |      | 《世界圍繞你》 （）                                                                  | 吉拉宇·唐思蘇克（James）、梅拉達·蘇斯麗（Bow）、帕瑞斯·因塔拉科瑪亞蘇特（Ice）、瓦凌通·班哈甘（Great） | [ 59 ] | 生椰字幕組                                                  |
| 7月24日20:00  | WeTV                            | 週三播出       | 12   | 《我在夢裡見過你》 （）                                                              | 普貝·帕塔拉（Putter）、因卡拉·丹隆薩袞（Ryu） |        | WeTV                                                        |
| 7月25日20:30  | Ch3Thailand                     | 週三週四播出   |      | 《跨越愛線／秘密港灣》 （）                                                          | 詹姆斯·馬（James Ma）、娜塔妮查·丹瓦塔納瓦尼（Nychaa）、皮拉維·塔奇沙鵬（Mean／洪天逸） | [ 60 ] | 泰愛妮的安利了、生椰字幕組                                  |
| 7月26日23:20  | One 31                          | 週五播出       |      | 《死生時刻／生死四分鐘》 （）                                                        | 溫查帕·蘇梅提固（Bible）、傑迪帕·迪拉朋帕（Jes） |        | 喜翻譯製組                                                  |
| 7月26日       | MONOMAX                         | 週五播出       | 8    | 《拋售殺手》 （）                                                                    | Ble Patumrach R-Siam（Ble）、帕查楠·賈吉拉喬特（Orn） |        |                                                             |
| 7月27日20:30  | Ch3Thailand                     | 週五至週日播出 |      | 《名門紳士2淑女之心之萬生祈戀／卿染相思》 （）                                       | 諾帕考·德查帕塔納坤（Kao）、普恩佩荻·坤彭·羅薩瓦（PP） | [ 61 ] | 生椰字幕組、FirstCS一哥家                                   |
| 7月29日       |                                 | 週一播出       |      | 《遊戲大作戰》 （）                                                                  | 格拉帕·蘭諾伊（Tutor）、巴林亞功·坎薩瓦（Yim） |        | 天府泰劇                                                    |
| 7月31日19:00  | One 31                          | 週一至週五播出 |      | 《女排小將》 （）                                                                    | 賽克賽特·唐通（Tang）、緹蒂楠·薩恩拉（Noolek）、維塔亞·帖堤普（Kong）、娜塔坤·平彤彩袞（Gygee）、蘭格拉達·朗里吉佳（Inter） | [ 62 ] |                                                             |
| 8月4日20:30   | Thai PBS                        | 週五至週日播出 | 16   | 《母親的食譜》 （）                                                                  | 卜密巴特·塔沃斯理（Aelm）、艾絲特·蘇普莉拉（Esther）、希里亞姆·帕克迪丹隆里（Ann） |        |                                                             |
| 8月4日22:15   | Workpoint TV                    | 週日播出       |      | 《簪定此生／爱情别针／皇家别针》 （）                                                | 莎露彩·查金哈（Freen）、瑞貝卡·派翠西亞·阿姆斯壯（Becky） |        | 天府泰劇                                                    |
| 8月5日20:30   | GMM25                           | 週一播出       |      | 《夏夜／仲夏夜之秘／夏日之夜／夏夜秘密》 （）                                        | 普文諾·唐薩宇恩（Phuwin／陳普明）、娜查·徹登（Parn）、納塔猜·布恩普拉瑟（Dunk） | [ 63 ] | 喜翻譯製組                                                  |
| 8月8日20:00   | WeTV                            | 週四播出       | 12   | 《隔壁怪獸／他闖進我的世界》 （）                                                    | 塔納宮·袞加勒頌巴（Big）、阿南塔德·索德希（Park） |        | WeTV                                                        |
| 8月9日21:15   | One 31                          | 週五播出       |      | 《Club Friday The Series 16：不會犯錯的人／不曾犯錯的人／永遠不會錯／你不曾錯》 （） | 苼楠塔茬·塔納潘披散（Fon）、普姆帕特·伊安查芒（Up／柯智輝）、永瓦蕾·阿尼柏恩（Fah） | [ 5 ]  | 泰圈                                                        |
| 8月13日20:00  | WeTV                            | 週二播出       | 10   | 《泰版上癮》 （）                                                                    | 瓦奇拉維·派桑固翁（August）、納塔帕·寧吉拉瓦（Mac） |        | WeTV                                                        |
| 8月14日20:30  | One 31                          | 週三週四播出   |      | 《金色光芒2024》 （）                                                                | 平采娜·樂維瑟派布恩（Baifern）、傑迪帕·迪拉朋帕（Jes）、頌恩·宋帕山（Son）、吉拉育·拉翁瑪尼（Kao）、友塔納·布格朗（Toomtam）、索姆柴·肯格拉（Tao）、晞塔·薩帕努查（Iang）、普拉莫特·帕森（Oat）、帕蘇特·邦亞（Art）、薩哈拉·桑卡布理查（Kong） | [ 64 ] | 生椰字幕組                                                  |
| 8月20日       | Netflix                         | 週二播出       | 8    | 《靈異星期二：恐怖無極限／驚駭星期二：怖怖進逼》 （）                                | 丘普朗·阿瑞昆（Cherprang）貝娃·素探蓬（Music）、丹雅虹·松迪甘達（Joy）、帕妮薩拉·瑞袞蘇拉甘（Care）、莎顧恩塔娜·緹安派洛（Tonhorm）、布·米帕迪（Poon）、娜露潘格慕·柴辛（Praew）、窩拉力·鳳阿隆（Nott）、陸吉拉·翠格（Khem）、蘇提拉·素維傑拉（Gee）、帕蘭達·緹塔瓦西娜（Smile）、查雅妮·臣姍卡維（Pat）、喬拉維·彌通克姆（Point）、瓦莎娜·查拉科恩（Vasana）、提拉帕·納肯（Prince）、納特·奇查理（Nat）、茶拉達·瑛拉朋（Piglet）、楠迪·宗拉維蒙（Bee）、蘇皮查·桑卡欽達（Triple）、雅林達·邦納格（Nina） |        | Netflix                                                     |
| 8月22日20:30  | Ch7HD                           | 週三週四播出   |      | 《彩虹翡翠》 （）                                                                    | 吉迪功·康戈力（Boom）、帕希塔·阿緹安楠塔莎（Grace） |        |                                                             |
| 8月28日20:30  | GMM25                           | 週三播出       |      | 《鬼宅心慌／鬼宅心慌慌／世人難過鬼情關》 ()                                          | 得灣·米弘拉（Tay／林陽）、提迪蓬·德查阿派坤（New／鄭明心）、瓦拉妮·塔瓦翁（Mook）、普洛伊湘普·素帕莎（Jan） | [ 65 ] | 天府泰劇、喜翻譯製組、宅基地字幕組                          |
| 8月30日22:15  | One 31                          | 週五播出       |      | 《愛情詭計》 （）                                                                    | 莎蘭帕特·皮德爾（Sonya）、班雅帕·汪朋薩塔珀恩（Lookmhee） |        | 彎彎字幕組                                                  |
| 8月31日20:05  | Workpoint TV                    | 週六週日播出   |      | 《隱秘之城／隐秘小镇》 （）                                                          | 琵雅緹達·米提拉榮（Pock）、萍珐·雅加尼基（Monira）、帕莎拉瓦琳·蒂姆库尔（May）、瑪麗莎·休斯（Justmine）、Jet ATLAS（Jet） | [ 66 ] |                                                             |
| 9月1日22:30   | AIS PLAY                        | 週日播出       |      | 《愛通過直播／愛情與直播》 （）                                                      | 秦達奈·德查瓦瑞坤（Hearth／鄭聰智）、喬科恩·迪奧達袞（Junior） |        | GagaOOLala                                                  |
| 9月2日19:00   | One 31                          | 週一至週五播出 |      | 《湄公河的愛情咒語》 （）                                                            | 納帕特·因傑爾（Gun）、澈瑪薇·蘇婉帕努楚克（Praew） | [ 67 ] |                                                             |
| 9月2日19:00   | Ch7HD                           | 週一至週五播出 |      | 《宛如幻星》 （）                                                                    | 塔克斐·萊卡威吉（Tyfoon）、瑟塔萳·通頌本（Mintshi） |        |                                                             |
| 9月3日22:45   | Ch3Thailand                     | 週二播出       |      | 《逆轉時光只為妳／逆轉時空愛上妳》 （）                                              | 古拉莎荻·米查爾斯基（Christine）、玫塔甘·阿內塔納蘇琬（Mae） |        | 生椰字幕組、Netflix、宅基地字幕組                           |
| 9月4日18:00   | Ch7HD                           | 週一至週五播出 |      | 《愛的迷迭香2024》 （）                                                              | 查納鵬·薩達亞（Aof）、瑟塔萳·通頌本（Mintshi） |        |                                                             |
| 9月4日21:30   | Workpoint TV                    | 週三播出       |      | 《麻辣老師》 （）                                                                    | | [ 68 ] |                                                             |
| 9月6日20:30   | GMM25                           | 週五播出       |      | 《秘密綁架／密雇生情／一綁傾心》 ()                                                  | 帕瓦·吉沙晚迪（Ohm）、塔納蓬·烏辛薩普（Leng） | [ 69 ] | 喜翻譯製組、宅基地字幕組                                    |
| 9月6日        | MONOMAX                         | 週五播出       |      | 《泰版幽靈》 （）                                                                    | 普朋·彭帕努（Ken）、布薩琳·翁麗樂濃（Grace） |        |                                                             |
| 9月7日22:15   | One 31                          | 週六播出       |      | 《隱藏月光／月亮迷情》 （）                                                          | 塔納猜·薩柴查倫袞（Kin）、馬修·羅伯特（David） |        | 天府泰劇、宅基地字幕組                                      |
| 9月9日22:45   | Ch3Thailand                     | 週一播出       |      | 《偷心大盜》 （）                                                                    | 黃立賢（Yin）、瓦納拉特·拉薩梅拉特（War） |        | 宅基地字幕組                                                |
| 9月13日20:30  | Thai PBS                        | 週五至週日播出 |      | 《詭騙局中罪》 （）                                                                  | 卡諾查·漫亞翁（Typhoon）、普勞班娜萊·桑莎娜皮塔亞功（Praew） |        |                                                             |
| 9月14日00:00  | MCOT HD                         | 週一播出       |      | 《為愛所困2024》 （）                                                                | 帕威·塔馬桑吉提（Progress）、彭蘇萬·蘇萬那沙提（Almond） |        | 天府泰劇、宅基地字幕組                                      |
| 9月14日21:30  | Thairath TV                     | 週六週日播出   | 16   | 《咖喱雞的破碎故事》 （）                                                            | 基達坎·查塔卡威奈（Zung）、阿緹薩帕·汪能元（Nik） |        |                                                             |
| 9月15日22:15  | ThaiCh8                         | 週日播出       |      | 《我的「壞」老闆／我的邪惡老闆／甜心壞老闆》 （）                                    | 赫瓦·普雷斯科特（James）、葛德·普洛素帕（Kad）、納塔帕·蘇堤薩宛（Zax） |        | 喜翻譯製組、宅基地字幕組                                    |
| 9月19日20:30  | Ch3Thailand                     | 週三週四播出   |      | 《百裡挑一／百分之一2024／我亲爱的恋人》 （）                                        | 塔纳波·里拉塔纳卡邹（Tor）、乌拉萨雅·斯帕邦德（Yaya） |        | 生椰字幕組                                                  |
| 9月20日21:15  | One 31                          | 週五播出       |      | 《Club Friday The Series 16：當家庭悲劇開始時》 ()                                   | 素蓬·詹金倫蓬（Lift）、艾麗莎·因圖絲米特（Yuyee）、喀薩瑪·坎姆塔尼緹（Aon） | [ 5 ]  | 泰圈                                                        |
| 9月23日20:30  | One 31                          | 週一週二播出   |      | 《奇愛遊戲／奇蹟愛情遊戲／游愛奇蹟》 （）                                            | 塔那帕特·卡維拉（Film）、皮查雅·瓦塔那蒙迪里（Min） | [ 70 ] | 泰愛妮的安利了、生椰字幕組                                  |
| 9月26日18:00  | ThaiCh8                         | 週一至週四播出 |      | 《鱷夫》 （）                                                                        | 阿努瓦·宗澈德拉塔納（Golf）、波麗雀亞·彭檀娜妮可（Ice） |        |                                                             |
| 9月29日20:30  | Mono 29                         | 週一週二播出   | 17   | 《泰版Remember－兒子的戰爭／蒙冤之戰》 （）                                          | 娜琳迪帕·莎功昂格派（Bua）、查農·桑提納同庫（Non） |        | 生椰字幕組                                                  |
| 9月29日20:30  | Thai PBS                        | 週五至週日播出 |      | 《勇敢面對大海》 （）                                                                | 納塔帕·普拉帕農（Peem）、君吉拉娜·因塔拉辛（Jane） |        |                                                             |
| 10月3日20:30  | GMM25                           | 週四播出       |      | 《四方極愛》 （）                                                                    | 朋拉維·凱普拉帕功（Pond）、噶斯木南·南米諾（Earth）、拉差塔·皮澈肖特（Maxky）、蘇拉德·皮尼瓦（Bas）、帕沙朋·簡蘇帕吉坤（Bever）、梅塔帕·欽庫爾（Tonliew）、阿努帕特·路恩索賽（Ngern）、塔拉彭·彭波堤南（Oat） | [ 71 ] | 天府泰劇、宅基地字幕組                                      |
| 10月5日08:00  | Ch7HD                           | 週六週日播出   |      | 《庫拉公主》 （）                                                                    | |        |                                                             |
| 10月6日22:30  | GMMTV                           | 週日播出       | 8    | 《愛你的每一個我》 （）                                                              | 皮亞瓦·彭卡尼塔農（Top）、蒙通·維塞辛（Mick） |        | GagaOOLala                                                  |
| 10月7日20:30  | Ch3Thailand                     | 週一週二播出   |      | 《甜愛禁戀》 （）                                                                    | 芘拉妮·鞏泰（Matt）、巴尼坦·布特考（Mike） |        |                                                             |
| 10月8日20:40  | Ch7HD                           | 週一週二播出   |      | 《露在火中燒2024》 （）                                                              | 友薩瓦·塔瓦丕（Euro）、莫妲·娜琳叻（Mook） |        | 生椰字幕組、FirstCS一哥家                                   |
| 10月11日20:30 | trueID                          | 週五週六播出   |      | 《泰版Good Doctor善良醫生》 （）                                                     | 薩拉·納拉帕塞爾庫（Neng）、查雅妮·臣姍卡維（Pat） |        |                                                             |
| 10月12日22:45 | Amarin TV                       | 週六播出       |      | 《致親愛的你》 （）                                                                  | 素芘察·琳索姆（Ormsin）、蘇緹瑪·科基爾瓦尼（Folk） |        |                                                             |
| 10月14日19:00 | Ch3Thailand                     | 週一至週五播出 |      | 《鬼妻娜娜2024》 （）                                                                | 普里亞坎·賈坎特（Yiiiwha）、圖查蓬·古旺班迪（Job） |        |                                                             |
| 10月14日19:00 | Ch7HD                           | 週一至週五播出 |      | 《虎影之山／山影之虎》 （）                                                          | 吉爾迪彭·邦勒柴立（Poom）、藍米達·緹拉帕（Prapye） |        |                                                             |
| 10月14日20:30 | GMM25                           | 週一週二播出   |      | 《亦敵亦友／泰版學校2013／高校腹黑友》 （）                                          | 翁拉維·那提通（Sky）、海倫基·查昂格翰（Nani） | [ 72 ] |                                                             |
| 10月18日21:15 | One 31                          | 週五播出       |      | 《Club Friday The Series 16：愛必須經受考驗／舊愛，新故事》 （）                     | 阿塔寧·塔寧帕努維瓦（Benz）、阿皮查雅·芭妮特拉庫（Dream）、佩爾拉達·恩倫西里（Kimook） | [ 5 ]  | 泰圈                                                        |
| 10月19日20:30 | GMM25                           | 週六播出       |      | 《你是我的冥王星／咫咫星辰恋／冥王星之戀》 （）                                      | 提娜麗·維拉瓦諾丹（Namtan）、拉查楠·瑪哈菀（Film） | [ 73 ] | 彎彎泰語組、天府泰劇                                        |
| 10月20日11:00 | Workpoint TV                    | 週六週日播出   |      | 《翁對曲婿當歌／女婿撞上岳父》 （）                                                  | 佩泰·翁坎勞（Mum Jokmok）、希維·柯嘉嘉利（Cee） |        |                                                             |
| 10月21日19:00 | One 31                          | 週一至週五播出 |      | 《隱藏的燭光》 （）                                                                  | 忖拉維·密通唐（Point）、朗拉·門帕尼（Kaimook） | [ 74 ] |                                                             |
| 10月24日20:30 | One 31（剪輯版） oneD（完整版） | 週三週四播出   |      | 《阿瑜陀耶王后／詩素達贊王后／昭·詩素達贊／攝政王妃》 （）                           | 黛薇卡·霍內（Mai）、塔那帕特·卡維拉（Film） | [ 75 ] | 生椰字幕組                                                  |
| 10月25日22:15 | One 31                          | 週五播出       |      | 《扭轉死亡時間／逆時而亡》 （）                                                      | 卡曼妮·耶美肯（Pancake）、帕貢·查博里拉（Boy） |        |                                                             |
| 10月27日20:30 | GMM25                           | 週日播出       |      | 《男神俱樂部／男神編碼／結對天團》 （）                                              | 基亞契邦·斯里桑（Force）卡西特·普洛彭（Book）、塔納朋·蘇庫潘塔納汕（Perth）、彭薩帕克·安多姆珀馳（Santa）、帕查差·司隸亞楠讓（Junior）、吉朗塔寧·歹拉塔納永（Mark） |        | 宅基地字幕組、喜翻譯製組                                    |
| 10月28日18:00 | Ch7HD                           | 週一至週四播出 |      | 《天真有邪2024》 （）                                                                | 納塔蓬·萊亞翁（Biw）、查林波恩·能恩查倫（Pin） |        | 生椰字幕組                                                  |
| 10月31日14:00 | Netflix                         | 週四上線       | 6    | 《千萬別回家》 （）                                                                  | 沃拉娜特·旺薩莞（Nune）、皮茶帕·潘圖慕欽達（Pear）、辛迪·畢曉普（Cindy） |        | Netflix                                                     |
| 11月2日20:40  | Ch7HD                           | 週六週日播出   |      | 《詭計遊戲／詭騙遊戲／惡役騙局》 （）                                                | 瓦麗緹莎·琳塔瑪黑頌（Thisa）、帕他勒彭·德浦沃拉儂（Donut）、塔薩尼婭·甘宋曼盧（Praew） |        | 泰圈、生椰字幕組                                            |
| 11月5日18:00  | H'our channel                   | 週三週四播出   |      | 《21天更進一步》 （）                                                                | 薇琳·考普克（Ferin）、慕妲·昆娜烏緹拉（Great）、阿查拉·漢帕崇（Nune） |        |                                                             |
| 11月7日17:00  | Channel 5                       | 週四週五播出   |      | 《許願樹和木槿花》 （）                                                              | |        |                                                             |
| 11月8日10:00  | MONOMAX                         | 週五播出       |      | 《音樂劇謀殺案》 （）                                                                | 安莎達彭·斯莉瓦塔娜功（Green）、查亞鵬·普帕特（New） |        |                                                             |
| 11月9日20:05  | Workpoint TV                    | 週六週日播出   |      | 《依蘭灰燼》 （）                                                                    | 卡曼妮·耶美肯（Pancake）、蘇提拉·素維傑拉（Gee） |        | 泰圈                                                        |
| 11月15日20:00 | WeTV                            | 週五播出       |      | 《再次被關／再次被關進籠子／勇敢說愛你》 （）                                        | 班傑明·格林威爾（Ben）、索拉通·查倫拉頌巴（Jay） |        |                                                             |
| 11月15日21:15 | One 31                          | 週五播出       |      | 《Club Friday The Series 16：舊情復燃》 （）                                         | 吉耶蒂薩克·瓦塔納維查庫（Michael）、娜拉·帖努帕（Nara）、拉坦拿迪·王翁通（Mia） |        |                                                             |
| 11月17日20:30 | Thai PBS                        | 週五至週日播出 |      | 《月下禁愛》 （）                                                                    | 安雅琳·堤拉塔南帕（Tubtim）、澈麗莎·希里維文基（Film） |        |                                                             |
| 11月17日22:15 | One 31                          | 週日播出       |      | 《緣定天空》 （）                                                                    | 提圖特·鐘瑪尼拉特（Thomas）、孔普·吉羅蒙特里（Kong） |        | 愛奇藝                                                      |
| 11月20日20:30 | GMM25                           | 週三播出       |      | 《愛情獵殺》 （）                                                                    | 卡納潘·佩澤坤（First）、塔納瓦·拉達納奇派山（Khaotung）、阿晨·艾丁（Joong）、納塔猜·布恩普拉瑟（Dunk） |        |                                                             |
| 11月20日20:40 | Ch7HD                           | 週三週四播出   |      | 《孔雀詭計／孔雀伎俩》 （）                                                          | 吉迪功·康戈力（Boom）、哈娜·路易斯（Hana）、安娜·格呂克斯（Anna）、朱迪·璋棱蓋巴蒂（Mek） |        | 生椰字幕組                                                  |
| 11月23日21:15 | One 31                          | 週六播出       |      | 《鐵鏽味的雨滴》 （）                                                                | 夏洛特·奧斯汀（Charlotte）、英法·瓦拉哈（Fa） |        | 愛奇藝                                                      |
| 11月23日21:30 | Thairath TV                     | 週六播出       |      | 《幸運之屋第三季》 （）                                                              | |        |                                                             |
| 11月25日20:30 | One 31（剪輯版） oneD（完整版） | 週一週二播出   |      | 《蒂莎的抗争与重生》 （）                                                            | 平采娜·乐维瑟派布恩（Baifern）、帕查拉·奇拉堤瓦特（Peach）、米什妮·金貝恩（Lukkade） |        | 泰愛妮的安利了                                              |
| 11月26日22:35 | Amarin TV                       | 週二播出       |      | 《我的青梅是討厭鬼／鏈愛》 （）                                                      | 芃查諾·緹拉婉（Oaey）、布薩琳·翁麗樂濃（Grace） |        | 彎彎泰語組、億萬同人字幕組                                  |
| 11月27日20:30 | Ch3Thailand                     | 週三週四播出   | 19   | 《穿鍋獵手》 （）                                                                    | 辰塔維·塔納西維（Ter）、賈琳珀恩·朱恩凱（Toey） |        |                                                             |
| 11月27日20:30 | One 31（剪輯版） oneD（完整版） | 週三週四播出   | 8    | 《安樂死／安樂醫師》 （）                                                            | 塔納波·里拉塔納卡鄒（Tor）、可林桑拉鋪·皮木頌克朗（JJ） |        | 喜翻譯製組                                                  |
| 12月2日20:30  | Mono 29                         | 週一週二播出   | 8    | 《拋售殺手》 （）                                                                    | Ble Patumrach R-Siam（Ble）、帕查楠·賈吉拉喬特（Orn） |        |                                                             |
| 12月4日15:00  | Netflix                         | 週三播出       |      | 《未來與我》 （อนาฅต）                                                                    | 雷·麥克唐納（Ray）、卜密巴特·塔沃斯理（Aelm）、維奧萊特·沃蒂埃（Violette）、帕貢·查博里拉（Boy）、瓦倫托恩·帕奧尼爾（Ink）、彭沙通·中威拉（Phuak）、特里查達·佩查拉（Poyd）、蘇提拉·素維傑拉（Gee）、達姆泰·普蘭格西普（Timethai）、查楠迪查·柴帕（Tangkwa）、瓦尼查亞·朋帕納里提猜 |        |                                                             |
| 12月13日20:30 | GMM25                           | 週五播出       |      | 《心跳節拍》 （เธมโป้ Heart That Skips a Beat）                                                                    | 扎格拉帕·高潘彭（William）、蘇帕·桑納沃拉翁（Est）、拉皮蓬·蘇帕蒂尼基德查（Lego）、皮澈彭·吉拉逮薩庫翁（Hong）、柴亞通·逮拉達納布拉迪（Tui）、塔納·丹傑薩達（Nut） |        |                                                             |
| 12月14日22:15 | One 31                          | 週六播出       |      | 《The Renovation》 （[] 错误：{{Lang}}：无文本（帮助）                               | |        |                                                             |
| 12月20日20:30 | MONOMAX                         | 週五播出       | 8    | 《可愛的人往往狠心》 （คนน่ารักมักใจร้าย）                                                            | 帕瓦·吉沙晚迪（Ohm／陳炳林）、妮查納‧普羅馬特（Neena） |        |                                                             |
| 12月20日21:15 | One 31                          | 週五播出       |      | 《Club Friday The Series 16：背叛還是出軌》 （นอกใจหรือนอกกาย）                                     | 瓦辛·阿瓦納南特（Ko）、瓦拉妮·塔瓦翁（Mook） | [ 5 ]  | 泰圈                                                        |